# The Bangladesh Observer
The Bangladesh Observer (bengalisch দ্য বাংলাদেশ অবজার্ভার) war bis zu seiner Einstellung im Juni 2010 die älteste durchgehend erschienene englischsprachige Tageszeitung in Bangladesch. Der Observer war 1949 von Hamidul Huq Choudhury gegründet worden.

## Geschichte
Seit ihrer Gründung als The Pakistan Observer im Jahr 1949 verfolgte die Zeitung konsequent eine unabhängige Redaktionspolitik, die sowohl die Persönlichkeit ihres Eigentümers Hamidul Huq Choudhury als auch ihres langjährigen Herausgebers Abdus Salam widerspiegelte. Und das im Angesicht der turbulenten Geschichte der Region. Mohammad Shehabullah war der erste Herausgeber der Zeitung. Shehabullahs Nachfolger wurde Abdus Salam, der von 1949 bis 1972 Herausgeber des Pakistan Observer war.
Die Provinzregierung Ostpakistans verhängte im Februar 1952 im Rahmen des repressiven Gesetzes zur öffentlichen Sicherheit ein Embargo auf die Veröffentlichung der Zeitung. Dies war eine Reaktion auf die starke Unterstützung der Zeitung für die ostpakistanische Sprachbewegung und die Forderungen nach Provinzautonomie. Sowohl Hamidul Huq Choudhury als auch Abdus Salam wurden zu dieser Zeit verhaftet, um die Stimme der Presse zu unterdrücken. Die Regierung der Vereinigten Front hob das Embargo im Mai 1954 nach dem Erdrutschsieg der Koalition bei den Wahlen auf. In den frühen 1960er Jahren wurde die Zeitung von der Militärregierung von General Ayub Khan auf die schwarze Liste gesetzt und ihr wurden staatliche Anzeigen entzogen, da sie eine größere Autonomie für Ostpakistan unterstützte.
Unmittelbar nach der Gründung Bangladeschs wurde „The Pakistan Observer“ im Dezember 1971 in „The Bangladesh Observer“ umbenannt. Die Leitung übernahm im Januar 1972 die Regierung Bangladeschs. Im Januar 1984 gab die Militärregierung von General Hussain Mohammed Ershad die Zeitung an ihren ursprünglichen Eigentümer Hamidul Huq Choudhury zurück. Am 8. Juni 2010 gab der Bangladesh Observer bekannt, dass sein Erscheinen eingestellt werde.